# بخش چیری، شهرستان سنت لوئیس، مینه سوتا
بخش چیری (به انگلیسی: Cherry Township) یک منطقهٔ مسکونی در ایالات متحده آمریکا است که در شهرستان سنت لوئیس، مینه‌سوتا واقع شده‌است.
 بخش چیری ۸۶٫۷ کیلومتر مربع مساحت و ۸۶۰ نفر جمعیت دارد و ۴۲۰ متر بالاتر از سطح دریا واقع شده‌است.